# LPP (公司)
LPP S.A.是一家总部位于波兰格但斯克的服装公司，业务范围包括服装设计、生产和分销。该公司拥有五个不同的时尚品牌：Reserved、House、Cropp、Mohito和Sinsay。
LPP的销售网络包括2,000多家商店。目前在其位于欧洲、亚洲和非洲的办事处、分销网络和商店中共雇佣了近30,000名员工。2022年，该公司创造了近160亿兹罗提的收入，超过10亿兹罗提的利润。LPP在華沙證券交易所上市，是WIG30指数的一部分，并属于MSCI波兰指数。